# Poschiavo
Poschiavo, im lombardischen Ortsdialekt Pus’ciav [pʊʃˈtɕɑːf] (deutsch/rätoromanisch Puschlav), ist eine politische Gemeinde im südlichen Kanton Graubünden, Schweiz. Zusammen mit der Nachbargemeinde Brusio bildet Poschiavo die Talschaft Puschlav (italienisch Val Poschiavo) sowie die Region Bernina und ist damit Teil der italienischen Schweiz.

## Wappen
Blasonierung: In Rot zwei gekreuzte, durch silberne Kette verbundene, silberne Schlüssel.
Es handelt sich dabei um ein redendes Wappen; zur eigentlichen Ortsnamenbedeutung siehe unten.

## Geographie

Luftbild von Walter Mittelholzer (1925)

Poschiavo liegt rund 15 Kilometer südlich des Berninapasses, der das Engadin mit dem Veltlin verbindet. Das Gemeindegebiet umfasst das obere Puschlav samt Seitentälern und erstreckt sich von der Wasserscheide im Norden des Tales, welche unter anderem durch die Berninagruppe und die Forcola di Livigno gebildet wird, bis zum südlichen Ende des Lago di Poschiavo (deutsch: Puschlaversee) auf 962 m. Höchster Punkt des im Westen und Osten von Gebirgskämmen begrenzten Territoriums ist der mittlere Gipfel des Piz Palü mit 3901 m.
Die Dauersiedlungen liegen zumeist an oder in der Nähe der Talstrasse und werden in drei Gruppen (squadri) eingeteilt:
- Squadra del Borgo, bestehend aus dem Hauptort (borgo, Poschiavo im engeren Sinne) und dem Dorf Cologna;
- Squadra di Aino, nördlich gelegen, bestehend aus dem Dorf San Carlo und den Weilern Somaino, Angeli Custodi, Percosta, Permunt und Sfazù;
- Squadra di Basso, südlich gelegen, bestehend aus
  - Sant’Antonio mit Campiglione, Li Curt und La Rasiga,
  - Prada mit Annunziata,
  - Le Prese mit Cantone, Pagnoncini und einem Teil von Miralago.

Ausserdem umfasst das Gemeindegebiet eine Vielzahl von Maiensässen und Alpsiedlungen.
Die flächenmässig viertgrösste Gemeinde des Kantons ist eine der waldreichsten der Schweiz. Im Jahr 1997 wurden 19,8 % der Gemeindefläche landwirtschaftlich genutzt, der Wald nahm 32,1 % ein, die Siedlungen 1,8 %. Als unproduktiv galten 46,2 %.
Nachbargemeinden sind Pontresina und Brusio sowie die zur italienischen Provinz Sondrio gehörenden Gemeinden Livigno, Valdidentro, Grosio, Grosotto, Chiuro und Lanzada.

### Klima
Für die Normalperiode 1991–2020 beträgt die Jahresmitteltemperatur 7,6 °C, wobei im Januar mit −1,4 °C die kältesten und im Juli mit 16,5 °C die wärmsten Monatsmitteltemperaturen gemessen werden. Im Mittel sind hier rund 132 Frosttage und 11 Eistage zu erwarten. Sommertage gibt es im Jahresmittel 23, während im Schnitt in vier von fünf Jahren ein Hitzetag zu verzeichnen ist. Die MeteoSchweiz-Wetterstation liegt auf einer Höhe von 1078 m ü. M.
|                        | Jan  | Feb  | Mär  | Apr  | Mai  | Jun  | Jul  | Aug  | Sep  | Okt  | Nov  | Dez  |   |       |
| Mittl. Temperatur (°C) | −1,4 | −0,3 | 3,7  | 7,4  | 11,3 | 14,9 | 16,5 | 16,1 | 12,1 | 7,9  | 3,3  | −0,4 | ⌀ | 7,6   |
| Mittl. Tagesmax. (°C)  | 3,8  | 5,0  | 9,3  | 13,1 | 17,1 | 21,1 | 22,9 | 22,5 | 17,7 | 13,1 | 8,1  | 4,6  | ⌀ | 13,2  |
| Mittl. Tagesmin. (°C)  | −6,0 | −5,1 | −1,4 | 1,6  | 5,4  | 8,8  | 10,4 | 10,5 | 6,9  | 3,4  | −0,6 | −4,6 | ⌀ | 2,5   |
|                        |      |      |      |      |      |      |      |      |      |      |      |      |   |       |
| Niederschlag (mm)      | 51   | 36   | 48   | 78   | 98   | 118  | 111  | 118  | 106  | 132  | 122  | 67   | Σ | 1085  |
|                        |      |      |      |      |      |      |      |      |      |      |      |      |   |       |
| Sonnenstunden (h/d)    | 3,1  | 3,7  | 4,4  | 4,4  | 4,5  | 5,2  | 5,5  | 5,0  | 4,1  | 3,5  | 2,7  | 2,5  | ⌀ | 4,1   |
|                        |      |      |      |      |      |      |      |      |      |      |      |      |   |       |
| Regentage (d)          | 5,3  | 4,5  | 5,9  | 7,9  | 11,5 | 10,8 | 11,1 | 11,1 | 8,5  | 9,4  | 9,2  | 6,0  | Σ | 101,2 |
|                        |      |      |      |      |      |      |      |      |      |      |      |      |   |       |
| Luftfeuchtigkeit (%)   | 68   | 64   | 61   | 62   | 69   | 71   | 72   | 75   | 77   | 78   | 73   | 68   | ⌀ | 69,9  |

| −6,0 |

| −5,1 |

| −1,4 |

| 1,6 |

| 5,4 |

| 8,8 |

| 10,4 |

| 10,5 |

| 6,9 |

| 3,4 |

| −0,6 |

| −4,6 |

| −6,0 |

| −5,1 |

| −1,4 |

| 1,6 |

| 5,4 |

| 8,8 |

| 10,4 |

| 10,5 |

| 6,9 |

| 3,4 |

| −0,6 |

| −4,6 |

Der Hitzerekord in Poschiavo wurde am 27. Juni 2019 mit 34,3 °C gemessen.

## Geschichte

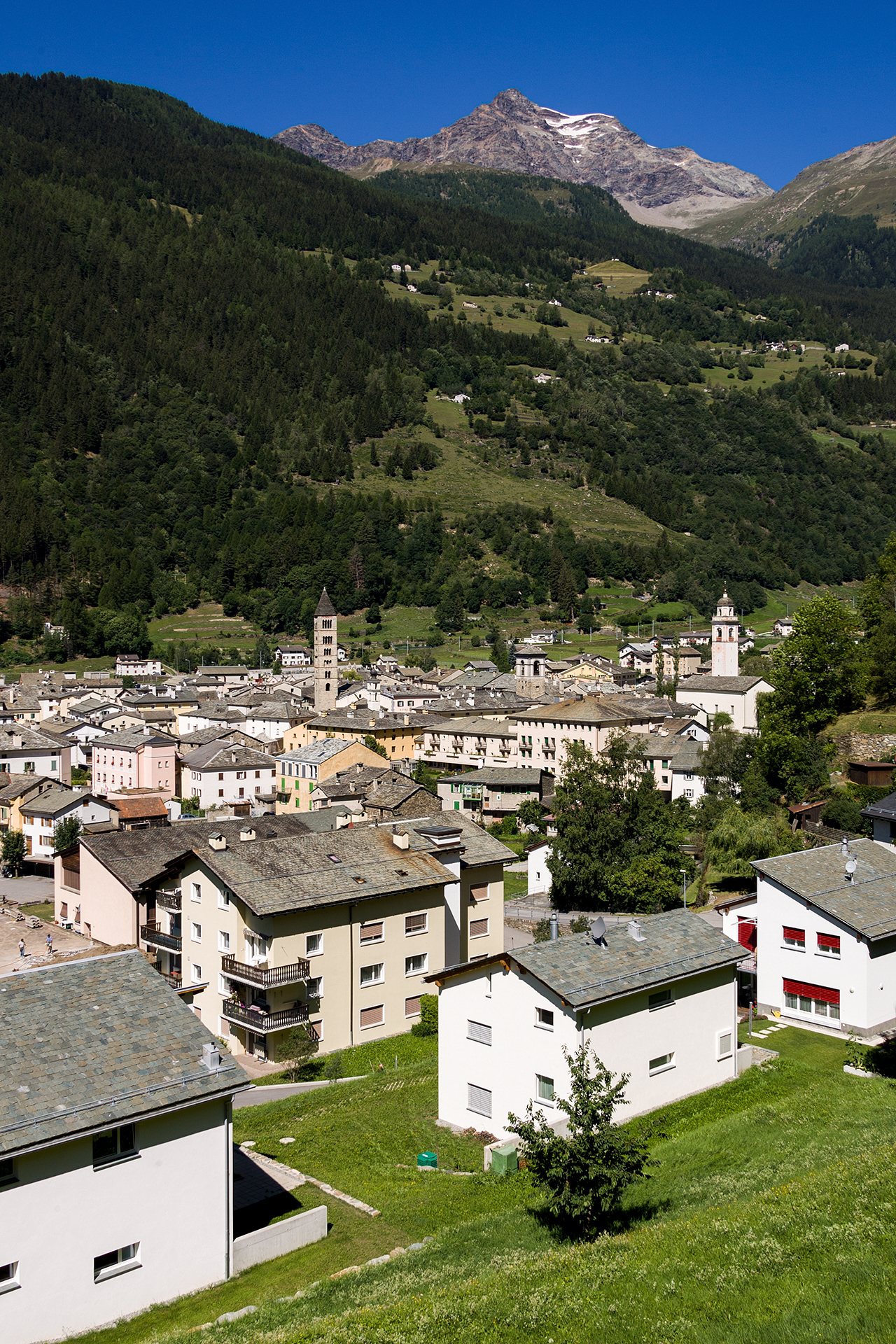
Blick auf Poschiavo

### Frühgeschichte und Mittelalter
Die Bedeutung der im Tal gemachten Funde aus römischer Zeit konnte noch nicht abschliessend geklärt werden. Sicher ist die frühmittelalterliche Landnahme vom Veltlin her. Der Ort Postclave und dessen Taufkirche, wahrscheinlich die spätere Stiftskirche St. Viktor (ital. San Vittore), werden urkundlich im Jahr 824 erwähnt. Verstärkt wurde das Puschlav im 11. Jahrhundert besiedelt. Aus jener Zeit stammen die Kirchen San Pietro bei Poschiavo und San Romerio 830 Meter über dem Lago di Poschiavo.
Im 13. Jahrhundert erschien Poschiavo als Lehnsgut des Churer Bischofs. Nach wechselnden Obrigkeiten gelangte das Tal 1350 unter mailändische Herrschaft, von der es sich 1406 gewaltsam befreien konnte. Die nun stets als Einheit auftretende Cumün (Talgemeinde, inklusive Brusio) suchte Schutz beim Bischof von Chur und trat am 29. September 1408 dem Gotteshausbund bei. Mit dem Auskauf der bischöflichen Rechte wurde 1494 die volle Unabhängigkeit als Hochgericht innerhalb des Gotteshausbundes erreicht.

### Reformation und Gegenreformation; Offizin Landolfi
Um die Mitte des 16. Jahrhunderts strömten zunehmend italienische Glaubensflüchtlinge auch ins Puschlav. Sie konnten hier frei von Verfolgungen predigen und ihre Religion ausüben, da das bereits mehrheitlich reformierte Graubünden die freie Religionsausübung gewährleistete. Die protestantische Gemeinde wurde 1547 von Glaubensflüchtlingen aus Italien gegründet.
Das Edikt von Ilanz 1557 erlaubte die Nutzung katholischer Kirchen auch für den reformierten Gottesdienst, was unter den Altgläubigen für Missstimmung sorgte. Gleichwohl wurden die evangelischen Gottesdienste während Jahrzehnten in der katholischen Kirche San Vittore gefeiert, die von beiden Konfessionen gemeinsam genutzt wurde.
Mit dem Erstarken der Gegenreformation kam es am 19. Juli 1620 und den Folgetagen im Veltlin zum so genannten Veltliner Mord. Dessen Initiator und Anführer, Giacomo Robustelli hatte geplant, das Morden und Brandschatzen auch auf Poschiavo auszudehnen. Er drang am 21. Juli 1620 jedoch nur bis Brusio vor, wo die Häuser der Reformierten angezündet und die Protestanten ermordet wurden, denen die Flucht nicht gelungen war. Im Dezember 1622 wurde den Reformierten auf Grund einer Päpstlichen Bulle die freie Ausübung ihrer Gottesdienste untersagt. Ihr Seelsorger Jakob Rampa musste das Tal verlassen.:280 1623 verübte sodann eine im Veltlin gedungene Soldateska in Poschiavo ein Massaker, das auch als «sacro macello poschiavino» bezeichnet wird. Mehr als zwanzig Menschen evangelischen Glaubens, insbesondere Alte und Kinder, die auf der Flucht hinauf zum Berninapass nicht schnell genug vorankamen, wurden von den ihnen nacheilenden Soldaten getötet. Die Häuser der Protestanten wurden geplündert. Der blutige Vorfall setzte dem friedlichen Zusammenleben von Katholiken und Reformierten ein Ende. Es sollte dann bis zum Schiedsgerichtsentscheid der Drei Bünde 1642 dauern, bis die Reformierten in Poschiavo eine eigene Kirche bauen durften. Das Zerwürfnis zwischen den Konfessionen hielt bis weit ins 20. Jahrhundert an, so dass bereits vom «Nordirland der Schweiz» die Rede war, wie die Neue Zürcher Zeitung noch am 30. März 2013 berichtete.
Im Jahr 1547 gründete Dolfino Landolfi in Poschiavo seine Offizin. Es war die erste Druckerei Graubündens. 1549 brachte er erste bedeutende Druckwerke heraus, darunter die Statuten des Veltlins, der erste italienischsprachige evangelische Katechismus von Pietro Paolo Vergerio und die päpstliche Liste der verbotenen Bücher. Die Offizin spielte eine wichtige Rolle für die Ausbreitung des Protestantismus im Veltlin und in Italien. 1620 wurden etliche Druckwerke Landolfis zerstört, aber die Druckerei Landolfi bestand mit Unterbrechungen weiter bis 1720.
Die Puschlaver Katholiken unterstanden bis 1870 dem Bistum Como, obwohl das Tal politisch zunächst zum Gotteshausbund und dann den Drei Bünden gehörte, bis daraus dann der Kanton Graubünden wurde.

### Jüngere Vergangenheit
Nach der turbulenten Phase der Bündner Wirren im Dreissigjährigen Krieg nahm Poschiavo eine eher ruhige Entwicklung, die sich vor allem auf den Passverkehr und die Landwirtschaft stützte. Vom 17. bis 19. Jahrhundert wanderten viele Puschlaver aus, bevorzugt nach Spanien, Portugal und Frankreich, einige auch nach Amerika oder Australien, um dort Kaffeehäuser und Confiserien zu betreiben.
Die heutige Einteilung mit den selbständigen Gemeinden Poschiavo und Brusio besteht seit 1851. Mit dem Bau von Berninabahn und Kraftwerken 1904–1912 wurde das Tal aus seiner Abgeschiedenheit befreit. Die Bevölkerungszahl stabilisierte sich, und der Tourismus konnte sich als wichtiger Wirtschaftszweig entwickeln.
Im Sommer 1987 wurden grosse Teile des Ortes durch ein schweres Unwetter verwüstet. Die grossen Schäden wurden in jahrelanger Arbeit wieder behoben.

## Ortsname
Der Ortsname Poschiavo geht auf lateinisch post clāvem zurück und bedeutet wörtlich «hinter dem Schlüssel», wobei clāvis (zu claudere «schliessen, sperren») hier in der Spezialbedeutung «Riegel, Talenge» steht. Gemeint ist die Verengung, die das Puschlav gegen das Veltlin abschliesst.
Die ältere Ansicht, der Name gehe auf post lacum (deutsch: «hinter dem See») zurück, ist lautgeschichtlich nicht möglich. Verworfen als unnötig und hypothetisch wird von der heutigen Namenforschung überdies ein ebenfalls älterer, im Zusammenhang mit dem sprachlich verwandten Ortsnamen Chiavenna geäusserter Vorschlag, den Namen auf eine nicht näher bekannte vorlateinische Substratsprache zurückzuführen, wobei als Grundlage ein «Schuttkegel» bedeutendes Appellativ *clava anzunehmen sei.

## Bevölkerung

### Entwicklung
| Bevölkerungsentwicklung | Bevölkerungsentwicklung | Bevölkerungsentwicklung | Bevölkerungsentwicklung | Bevölkerungsentwicklung | Bevölkerungsentwicklung | Bevölkerungsentwicklung | Bevölkerungsentwicklung | Bevölkerungsentwicklung | Bevölkerungsentwicklung | Bevölkerungsentwicklung | Bevölkerungsentwicklung | Bevölkerungsentwicklung |
| ----------------------- | ----------------------- | ----------------------- | ----------------------- | ----------------------- | ----------------------- | ----------------------- | ----------------------- | ----------------------- | ----------------------- | ----------------------- | ----------------------- | ----------------------- |
| Jahr                    | 1850                    | 1860                    | 1870                    | 1900                    | 1910                    | 1950                    | 1980                    | 1990                    | 2000                    | 2010                    | 2020                    |                         |
| Einwohner               | 2888                    | 2741                    | 2890                    | 3102                    | 3676                    | 4034                    | 3294                    | 3178                    | 3225                    | 3506                    | 3432                    |                         |

Nach einer ersten grossen Auswandererwelle zwischen 1850 und 1860 wuchs die Bevölkerung bis 1950 ununterbrochen an (1850–1950: +39,68 %). Besonders gross war der Zuwachs zwischen 1900 und 1910, als die Berninabahn vollendet war. Eine zweite Abwanderungswelle zwischen 1950 und 1990 führte in die Industriezentren und Touristenorte (1950–1990: −21,22 %). Seither wächst die Bevölkerungszahl wieder (1990–2005: +9,72 %).

### Sprachen
Umgangssprache ist der alpinlombardische Dialekt Pus’ciavin. Er wurde im Jahr 1900 von 2992 (= 96,45 %) der Einwohnerschaft gesprochen. Heute hat sich der Anteil der Italienischsprachigen bei rund 90 % eingependelt, wie folgende Tabelle zeigt:
| Sprachen in Poschiavo |                   |                   |                   |                   |                   |                   |
| Sprachen              | Volkszählung 1980 | Volkszählung 1980 | Volkszählung 1990 | Volkszählung 1990 | Volkszählung 2000 | Volkszählung 2000 |
| Sprachen              | Anzahl            | Anteil            | Anzahl            | Anteil            | Anzahl            | Anteil            |
| Italienisch           | 3028              | 91,92 %           | 2858              | 89,93 %           | 2917              | 90,45 %           |
| Deutsch               | 208               | 6,31 %            | 255               | 8,02 %            | 255               | 7,91 %            |
| Rätoromanisch         | 24                | 0,73 %            | 22                | 0,69 %            | 14                | 0,43 %            |
| Einwohner             | 3294              | 100 %             | 3178              | 100 %             | 3225              | 100 %             |

Einzige Amtssprache der Gemeinde ist das Italienische.

### Herkunft und Nationalität
Von den Ende 2005 3487 Bewohnern waren 3246 (= 93,09 %) Schweizer Staatsangehörige.

## Wirtschaft

### Infrastruktur und Sektoren
Als Standort von Sekundarschule, Gewerbeschule und Spital bildet Poschiavo den Mittelpunkt des Tales. Die wirtschaftliche Struktur ist durch eine Vielzahl kleinerer Handwerks-, Gewerbe- und Dienstleistungsbetriebe gekennzeichnet, die praktisch alle Bereiche des täglichen Lebens abdecken. An grösseren Arbeitgebern sind die Rhätische Bahn und Repower zu nennen.
In der Landwirtschaft waren 276 Personen tätig, im produzierenden Gewerbe 471 und im Dienstleistungsbereich 1049 (Stand Januar 2000).

### Verkehr

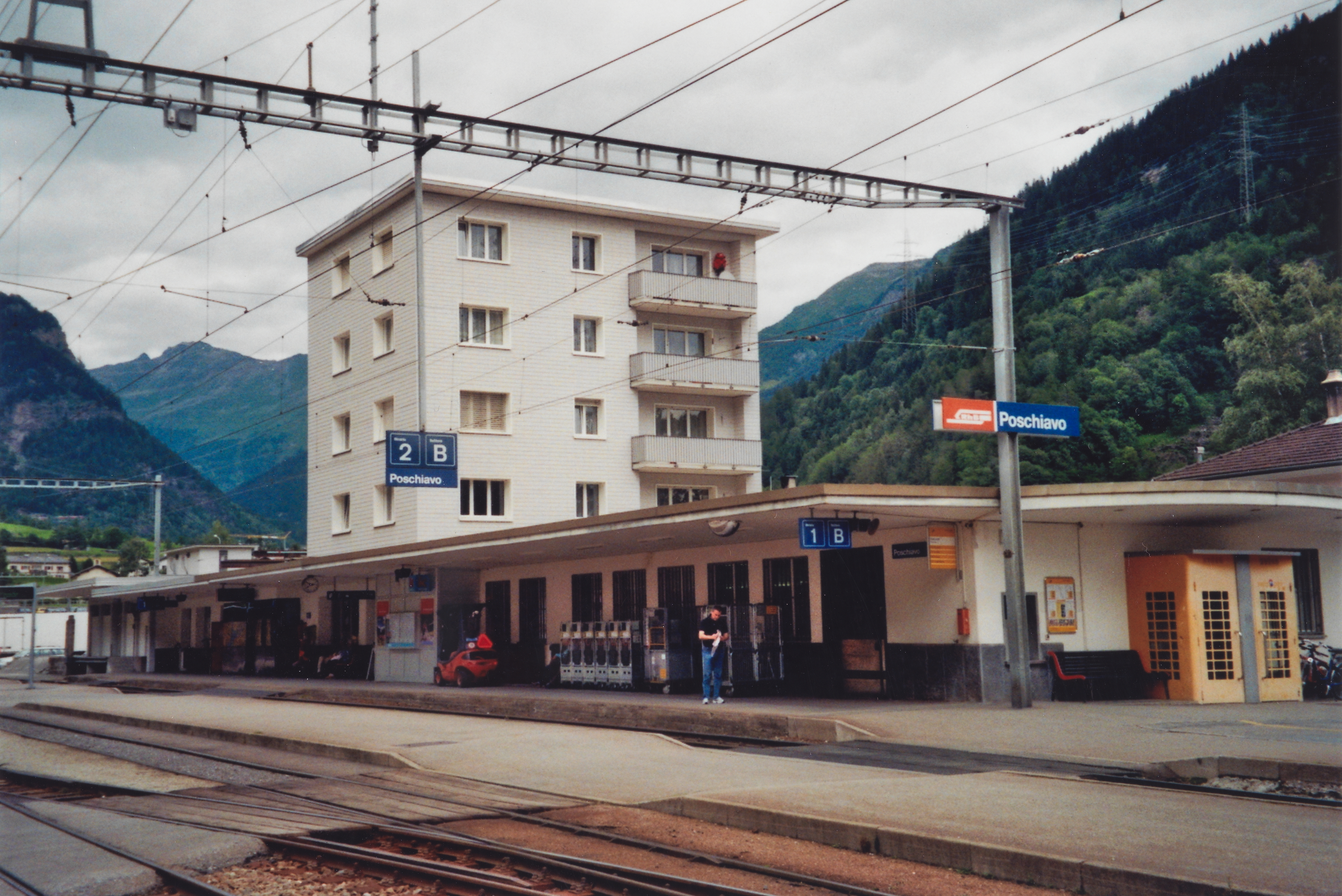
Bahnhof von Poschiavo, Bahnseite (2011)

Die Berninastrasse durchzieht das Gemeindegebiet auf seiner ganzen Länge. Etwa 2 km unterhalb des Passes zweigt die nur im Sommer befahrbare Strasse über die Forcola di Livigno ins zollfreie italienische Gebiet Livigno ab.
Für die 1908 eröffnete Berninabahn bedeutet Poschiavo den wichtigsten Bahnhof südlich des Passes. Im Depot mit angegliederter Werkstätte werden die Gleichstrom-Triebfahrzeuge der Rhätischen Bahn gewartet. Der Stützpunkt des Bahndienstes mit Fahrleitungsdienst betreut die gesamte etwa 60 km lange Bahnlinie. Im Jahre 1962 wurde das Stationsgebäude neu erbaut, von 1969 bis 1972 das Depot erweitert. Im Bahnhof wird auch Güterverkehr abgefertigt. Unter anderem wird der örtliche Supermarkt einer grossen Detailhandelskette über die Schiene mit Waren versorgt. Auf Gemeindegebiet liegen auch die bekannten Stationen Ospizio Bernina und Alp Grüm, dazu insgesamt 6 weitere Stationen und Haltestellen.

## Sehenswürdigkeiten

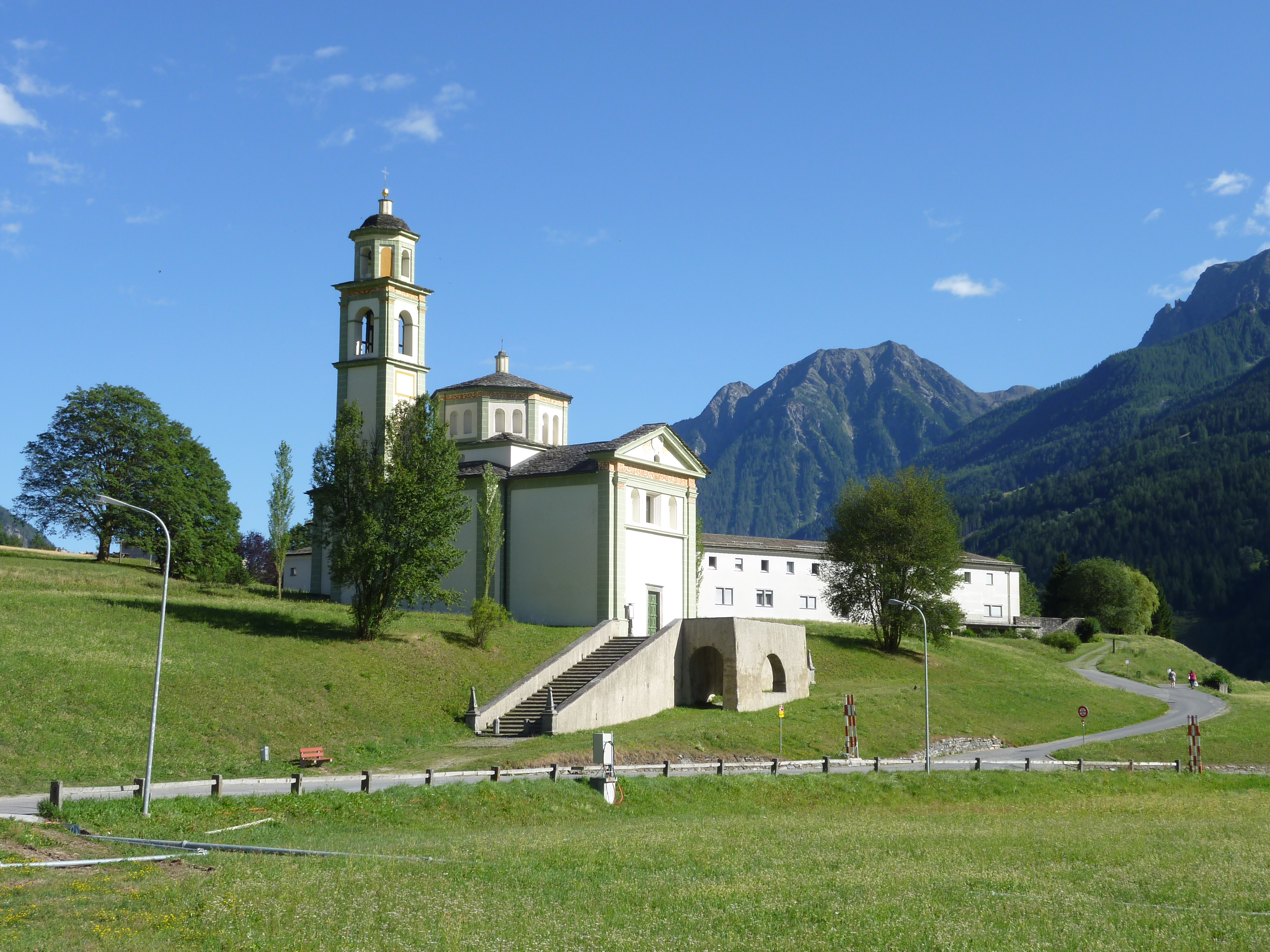
Kirche Sta. Maria Assunta

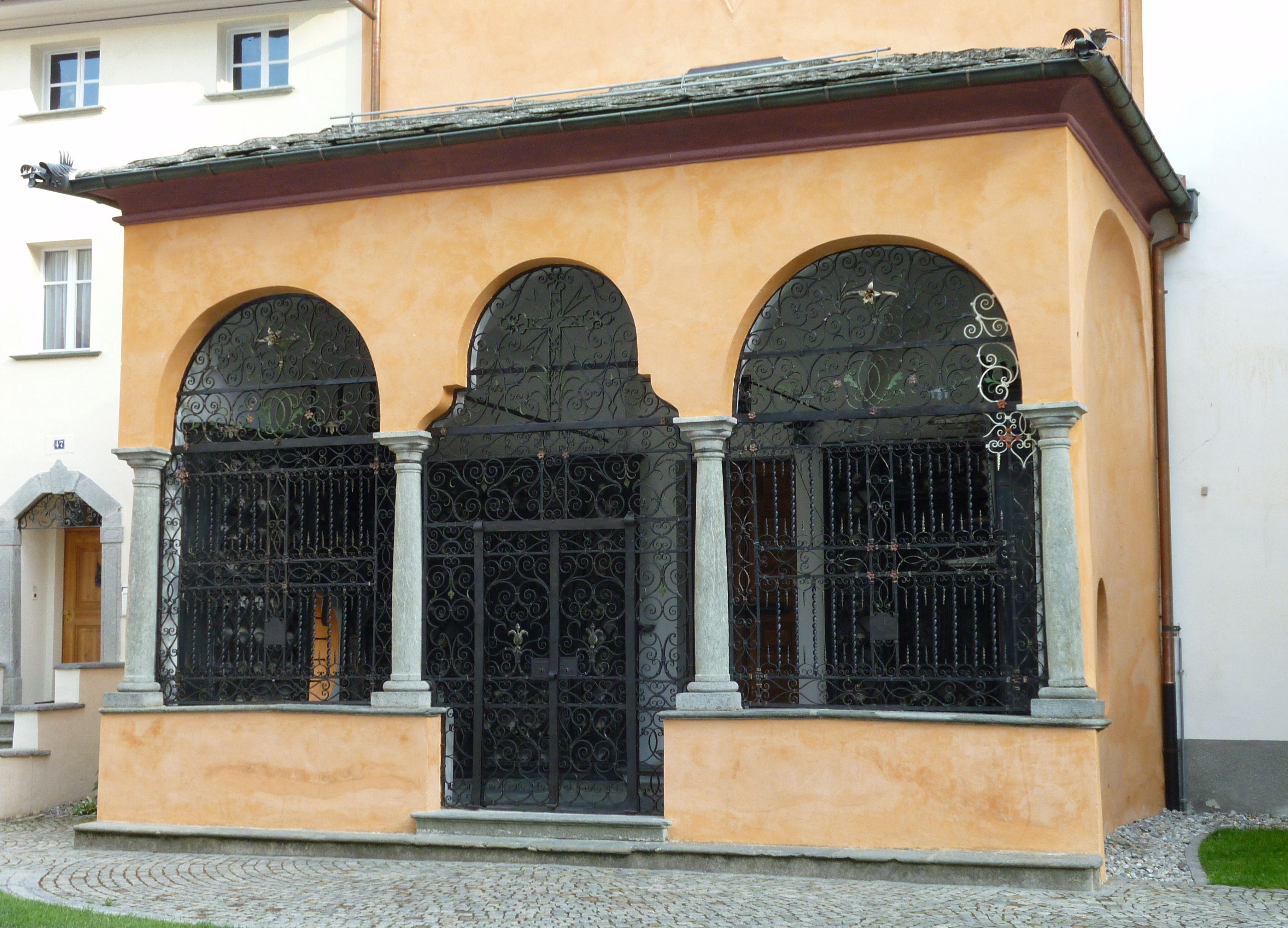
Beinhaus St. Anna

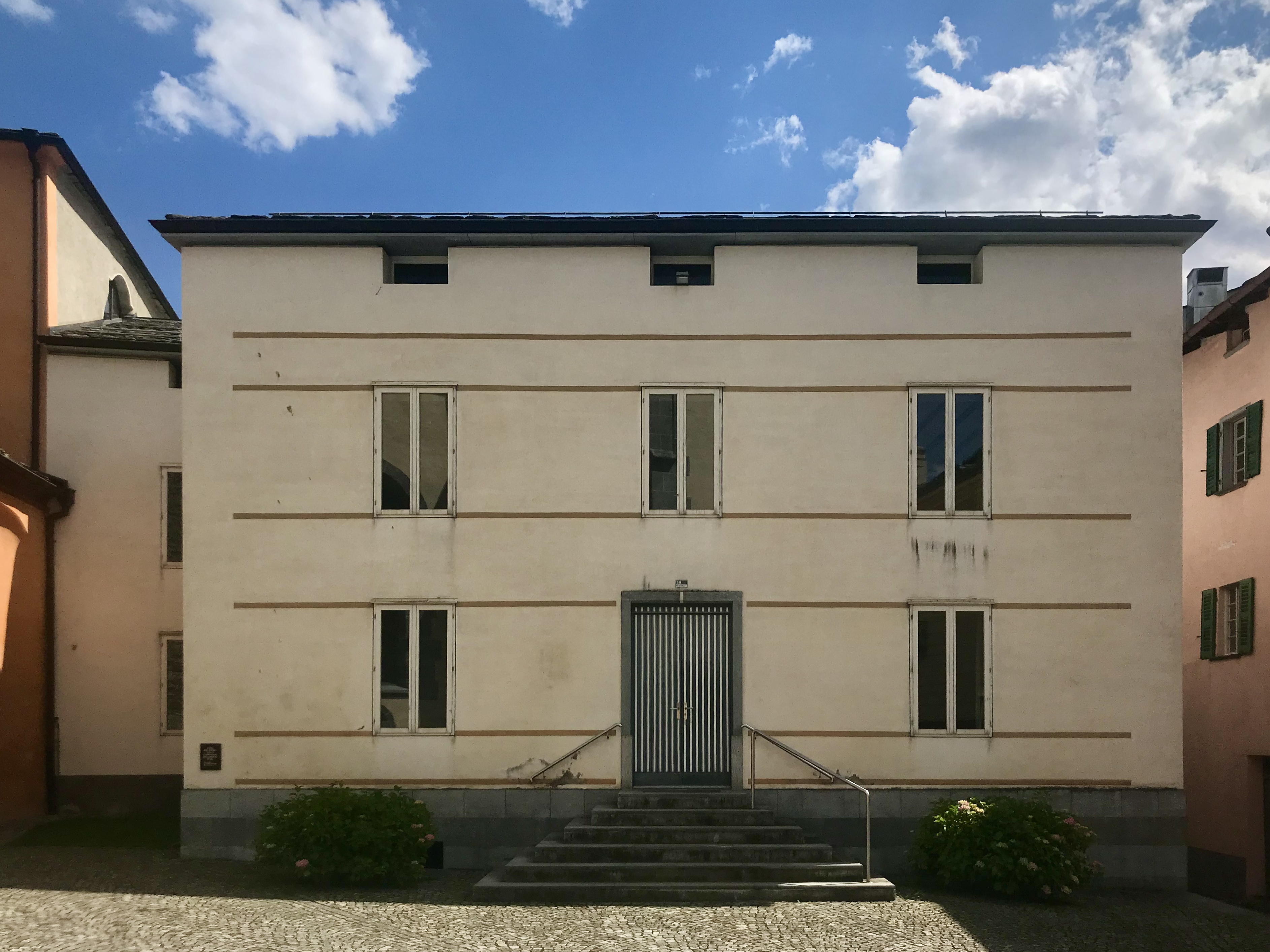
Katholisches Pfarreizentrum

Der Borgo von Poschiavo weist ein geschlossenes, städtisch anmutendes Ortsbild mit steinplattengedeckten Häusern des 16. bis 19. Jahrhunderts auf. Nachdem ein Hochwasser am 18. Juli 1987 schwere Schäden im Dorfzentrum verursachte, wurden die Gebäude sorgfältig restauriert. Poschiavo hat ein Ortsbild von nationaler Bedeutung. 2025 wurde der Ort mit dem Wakkerpreis ausgezeichnet.
Um die zentrale Plazza da Cumün gruppieren sich:
- die spätgotische Stiftskirche San Vittore mit romanischem Turm,[18]
- das alte Frauenkloster (Vecchio Monastero) mit der barocken Kapelle Santa Maria Presentata,[18]
- die Casa Tomé,[18][19][20]
- das Oratorium Sant’Anna mit Beinhaus,[18]
- das Rathaus mit einem ehemaligen Wehrturm.[18]

Nicht weit entfernt liegt die reformierte Kirche Santa Trinità von 1649.
- Der jenseits des Flusses Poschiavino gelegene Palazzo De Bassus-Mengotti wurde als Talmuseum eingerichtet.[21]
- Am südlichen Dorfrand bilden einige Palazzi wie das Devon House, die von wohlhabend gewordenen Rückwanderern erbaut wurden, das «Spaniolenviertel».[18][22]
- Noch weiter südlich, ehemals auf freiem Feld etwa 500 Meter ausserhalb des Dorfes, wurde 1692 bis 1711 die Kirche Santa Maria Assunta errichtet, die als eine der schönsten Barockkirchen der Schweiz gilt.[18]

Am oberen Dorfeingang der Fraktion San Carlo steht die gleichnamige, von 1613 bis 1624 errichtete Pfarrkirche. Die später angefügte Passionskapelle birgt Fresken eines unbekannten lombardischen Meisters aus der Mitte des 17. Jahrhunderts. Zusammen mit dem Pfarrhaus, unter dessen Torbogen die Berninastrasse hindurch führt, bildet die Kirche eine malerische Gebäudegruppe mit Sägerei, Mühle, Schmiede und Waschhäuschen.
Auch in den Siedlungen der Squadra di Basso findet man eine Reihe gut erhaltener Häuser des 17. und 18. Jahrhunderts, mit Wandmalereien, Fenstergittern und den typischen Steindächern. Besonders geschlossene Ortsbilder besitzen das Dorf Prada und der kleine Weiler Cantone. Beispiele unverfälschter Kleinsiedlungen sind La Dota, Pisciadel und Splüga.
Kunstgeschichtlich bedeutsam sind ferner die Kapelle San Pietro, das Museo d’arte Casa Console, die Casa Fanconi, die Casa Gervasi, die Casa Matossi-Lendi, die Casa Olgiati, die Fabbrica Ragazzi, das Hotel Albrici, mit Gemälden Dodici sibille und Dama triste des Malers Fra Galgario, die Landolfi-Häuser, das Alte evangelische Schulhaus, das Aufnahmegebäude der Berninabahn, die Bahnstation Bernina Ospizio, die Zentrale Palü der früheren Kraftwerke Brusio (heute Repower AG), das Albergo Bagni in Le Prese, das Haus Raselli-Kalt (2002) in Li Curt, der Mulino di Aino (Sägewerk und Schmiede) im Ortsteil Privilasco sowie der Palazzo Dorizzi (Crameri) im Ortsteil Lino.
Wanderungen führen u. a. zu den Maiensässen und Alpen. Die Maiensässsiedlung Selva besitzt ein Crot und zwei kleine Kirchen; die katholische Kapelle Santi Sebastiano e Sinforosa und die reformierte Kirche Selva.

## Kultur
- Historisches Gemeindearchiv (Casa Torre) in Via da Mez
- Museo valligiano poschiavino (Talmuseum des Puschlavs) in Via da Spultri 270[34]
- Società storica Val Poschiavo[35]
- Archivio fotografico Luigi Gisep[36]

## Bilder

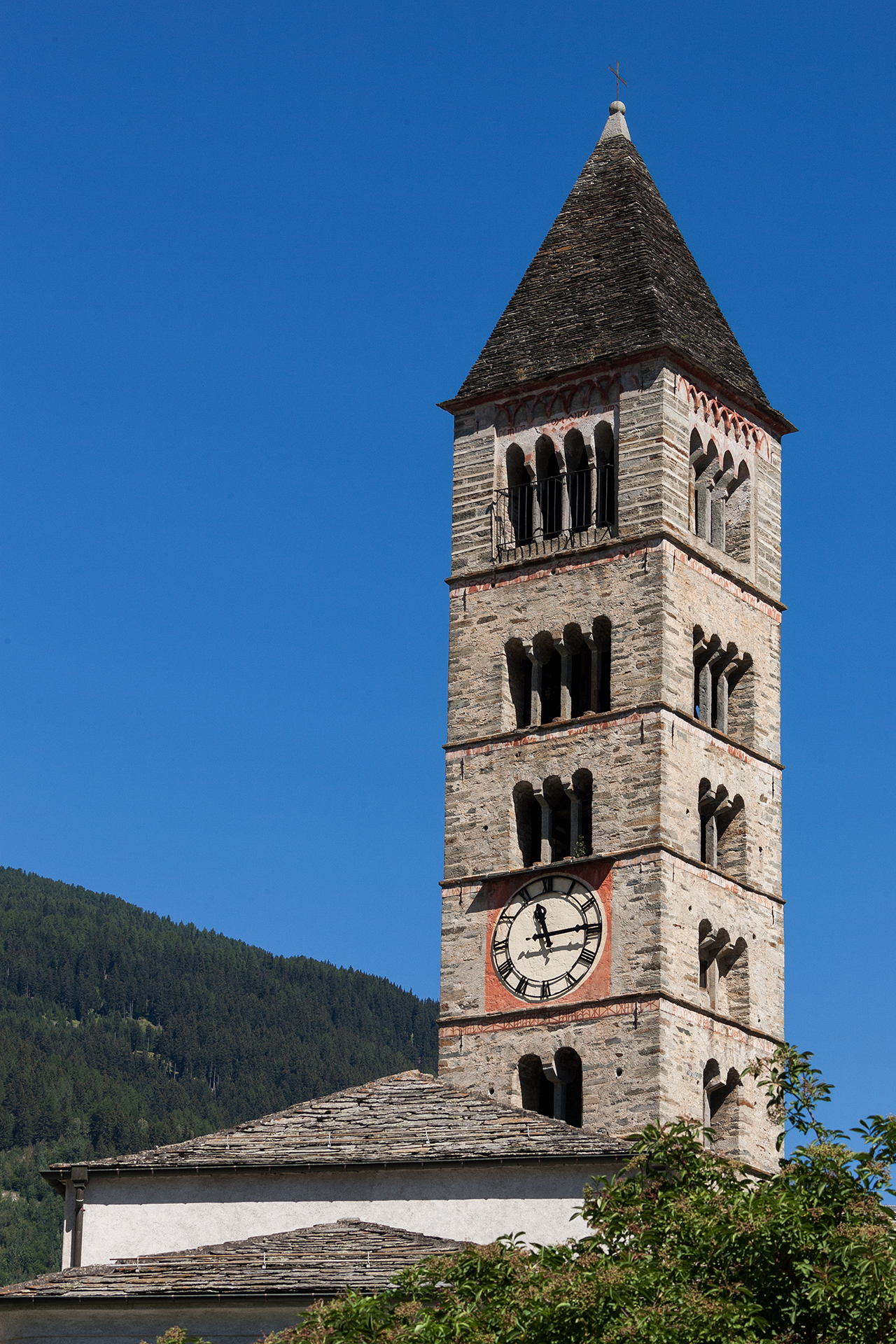
San Vittore Mauro
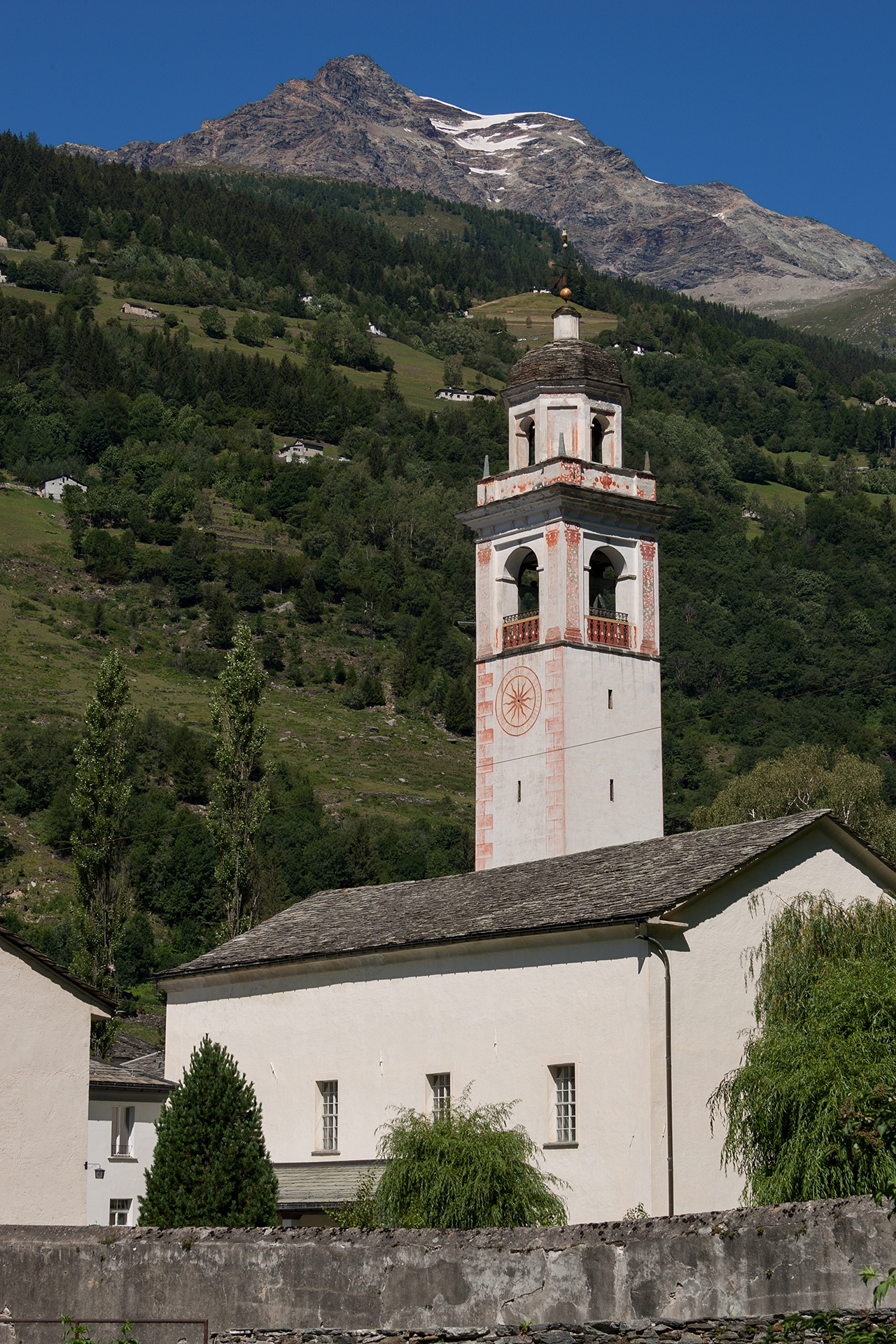
Chiesa Evangelica
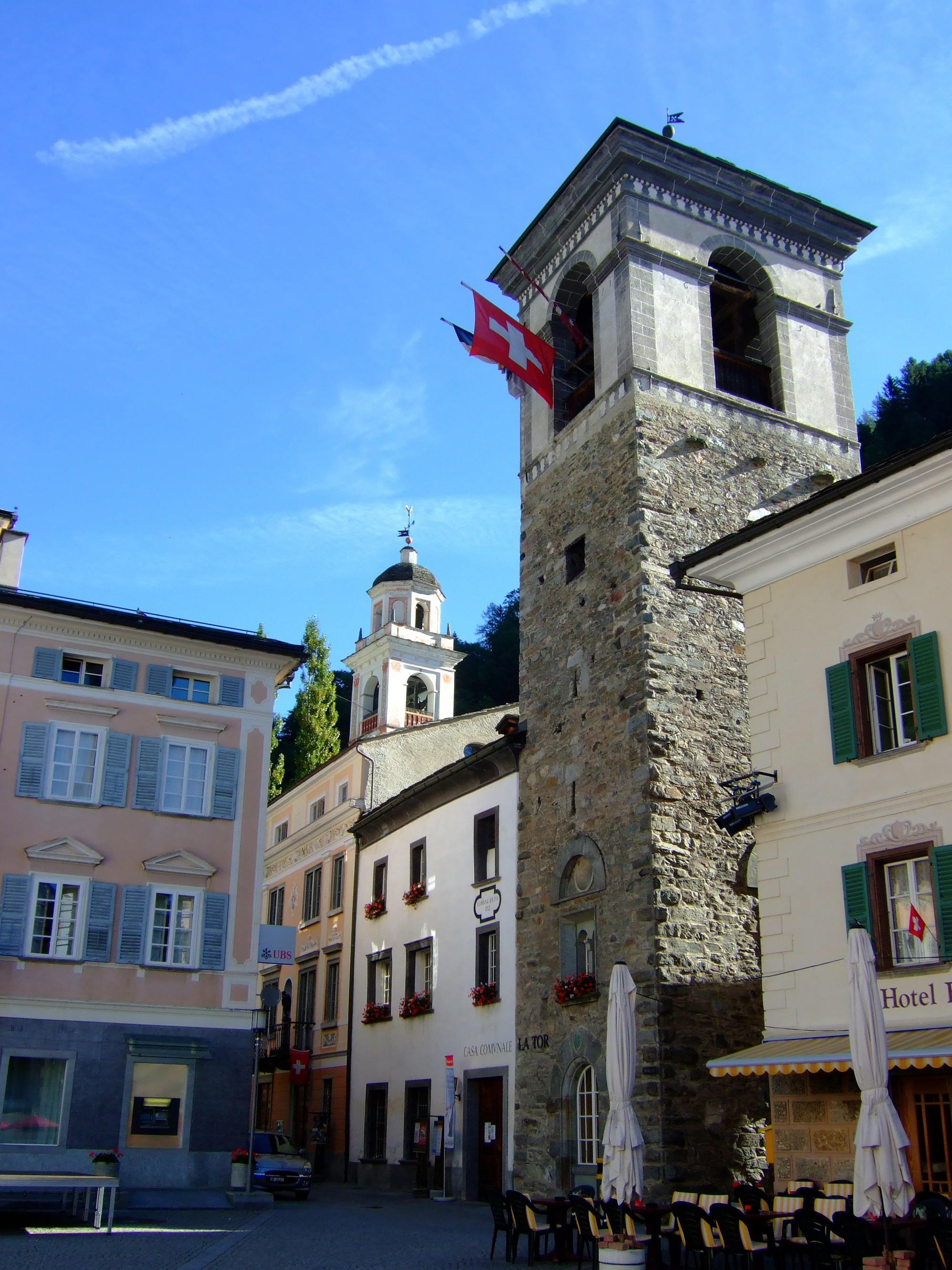
Die Torre Comunale
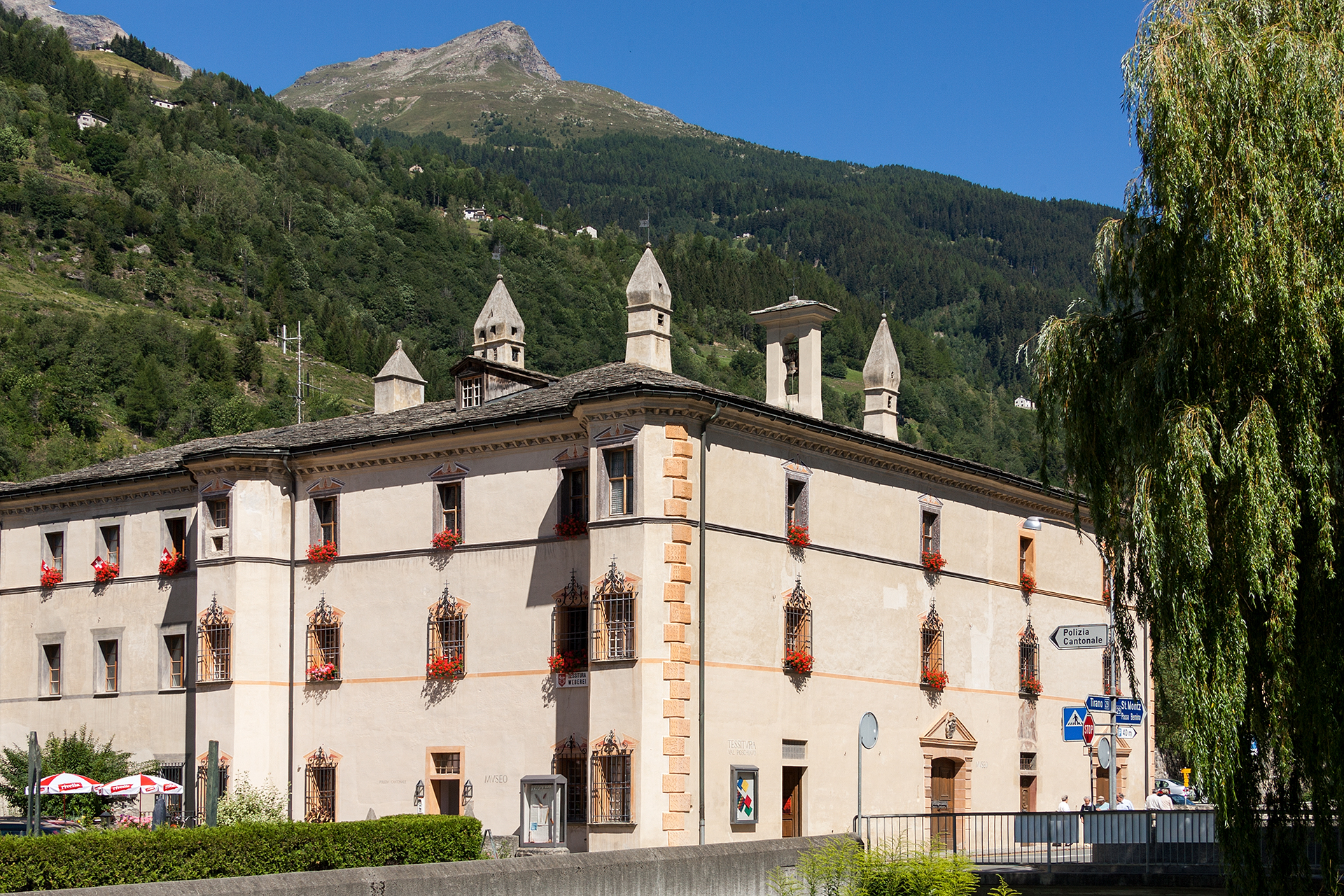
Palazzo de Bassus-Mengotti, Ortsmuseum
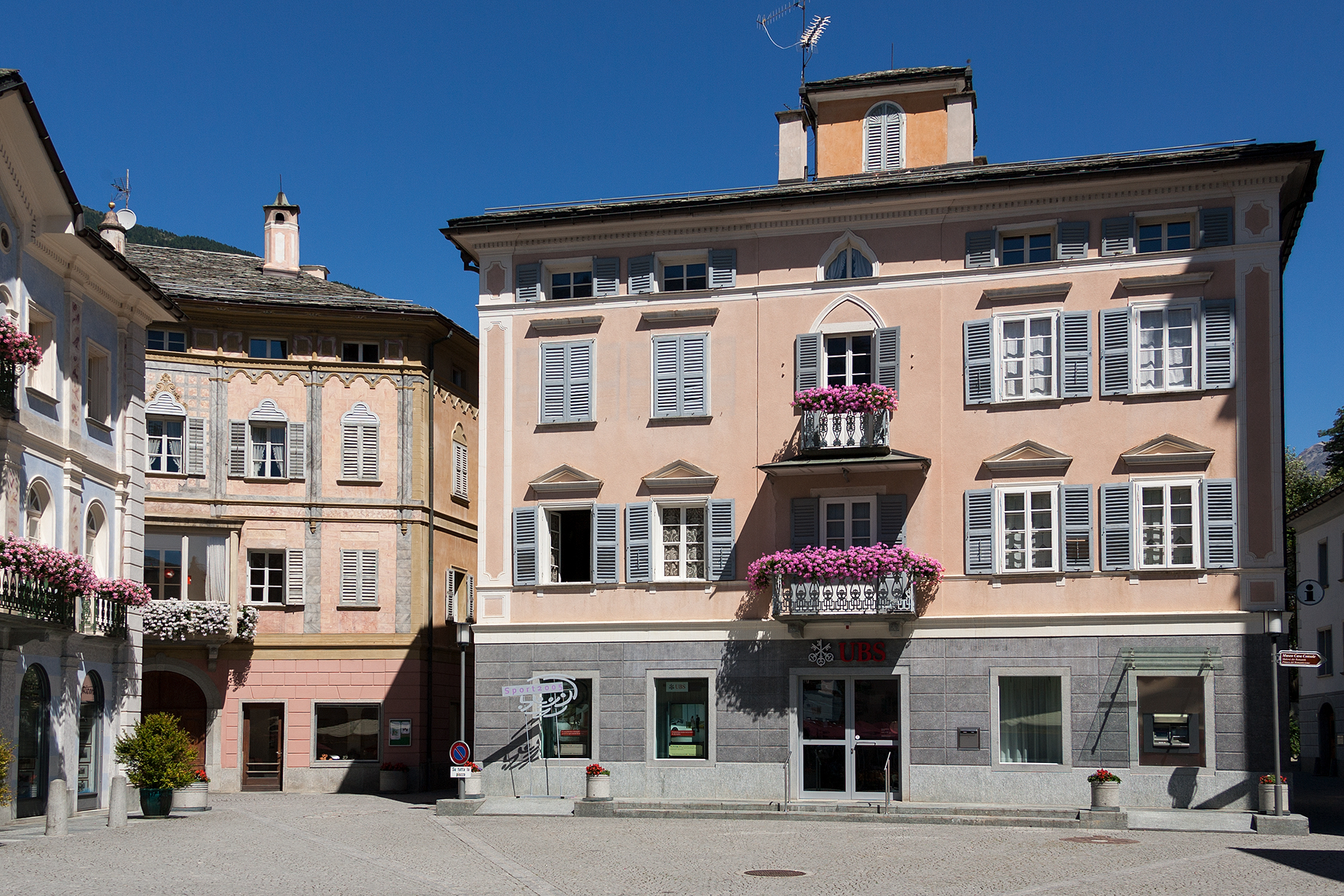
Piazza Communale
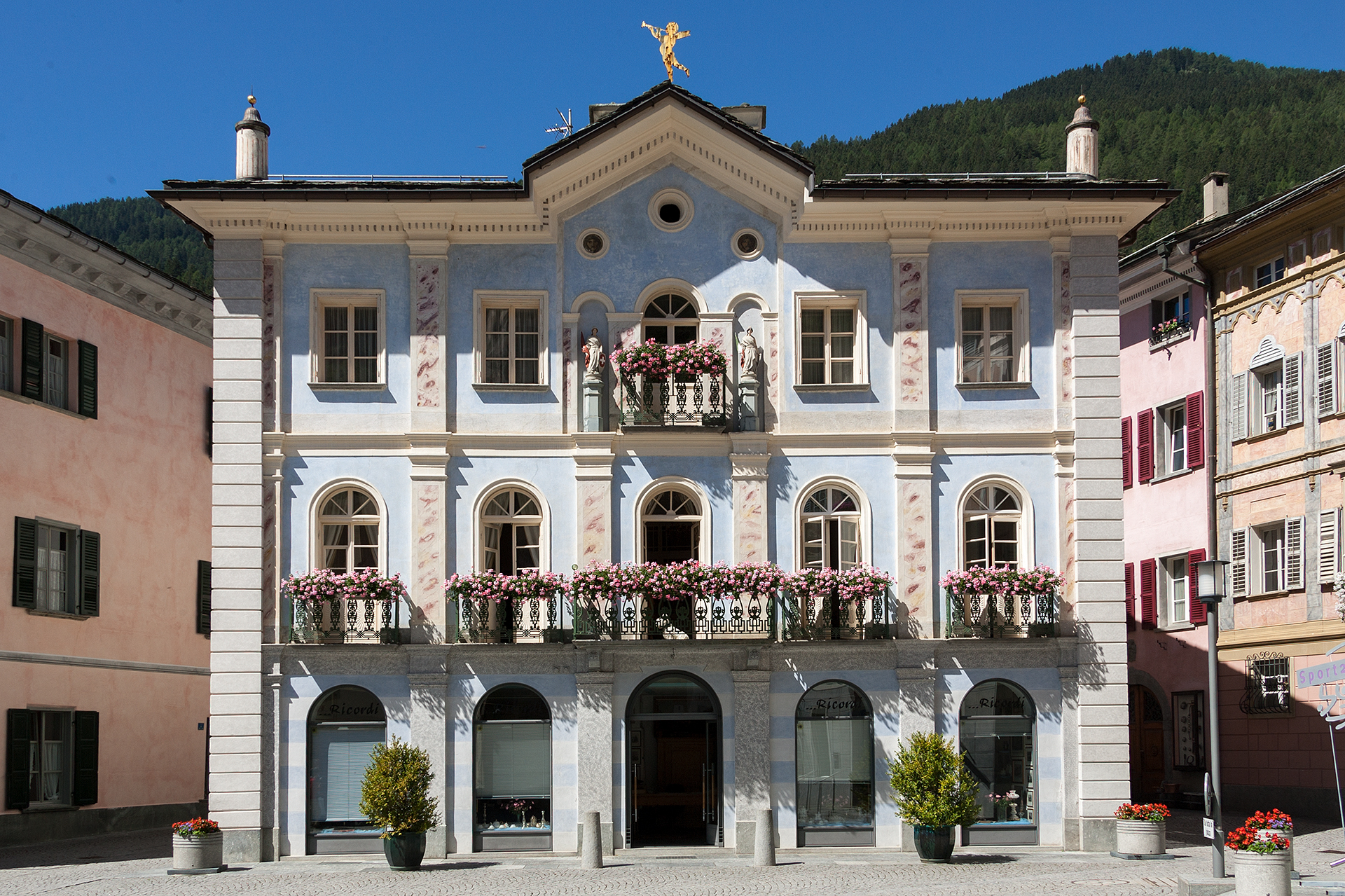
Piazza Communale
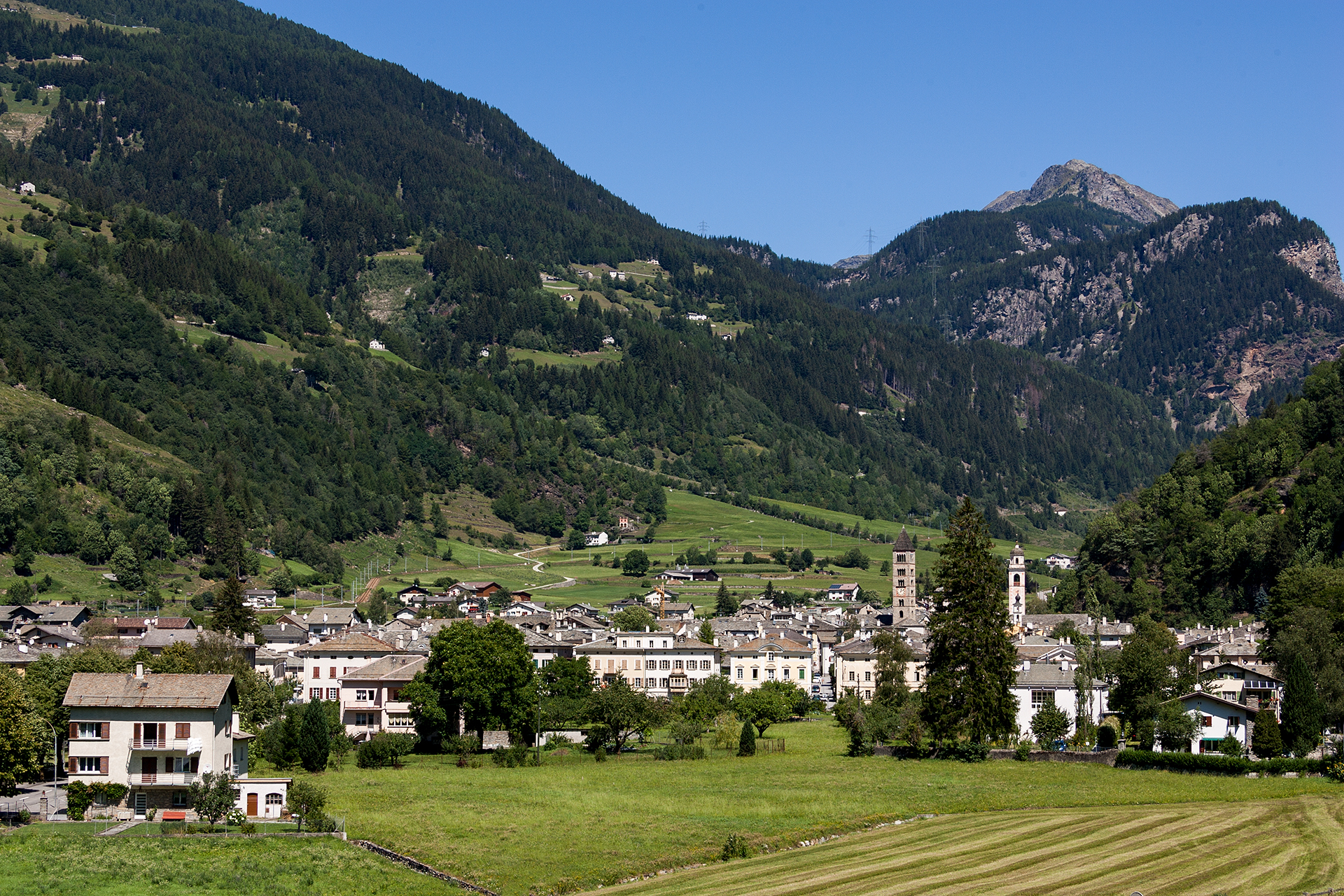
Via Palazzi (erste Häuserreihe)